# نوک لک‌لکی معطر
نوک لک لکی معطر (نام علمی: Erodium moschatum) نام یک گونه از سرده نوک لک لکی است.